# 豊多摩刑務所
座標: 北緯35度42分56秒 東経139度39分44秒 / 北緯35.715430825152964度 東経139.66210241652715度

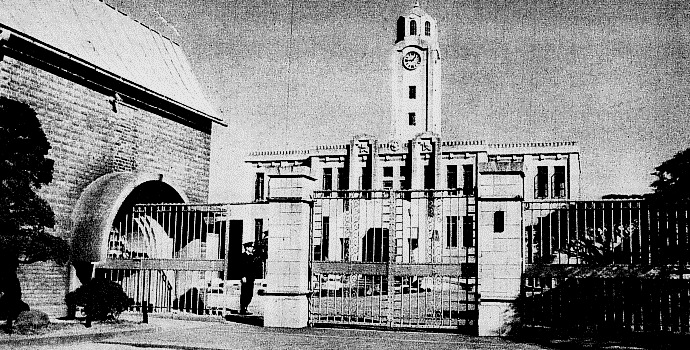
"厳重な門は社会とすべての交渉を断つが　内の生活は予想外に明るい　中野刑務所正門入口"（「刑務官のしごと」『写真公報』1960年3月15日号, 大蔵省印刷局, p.4）

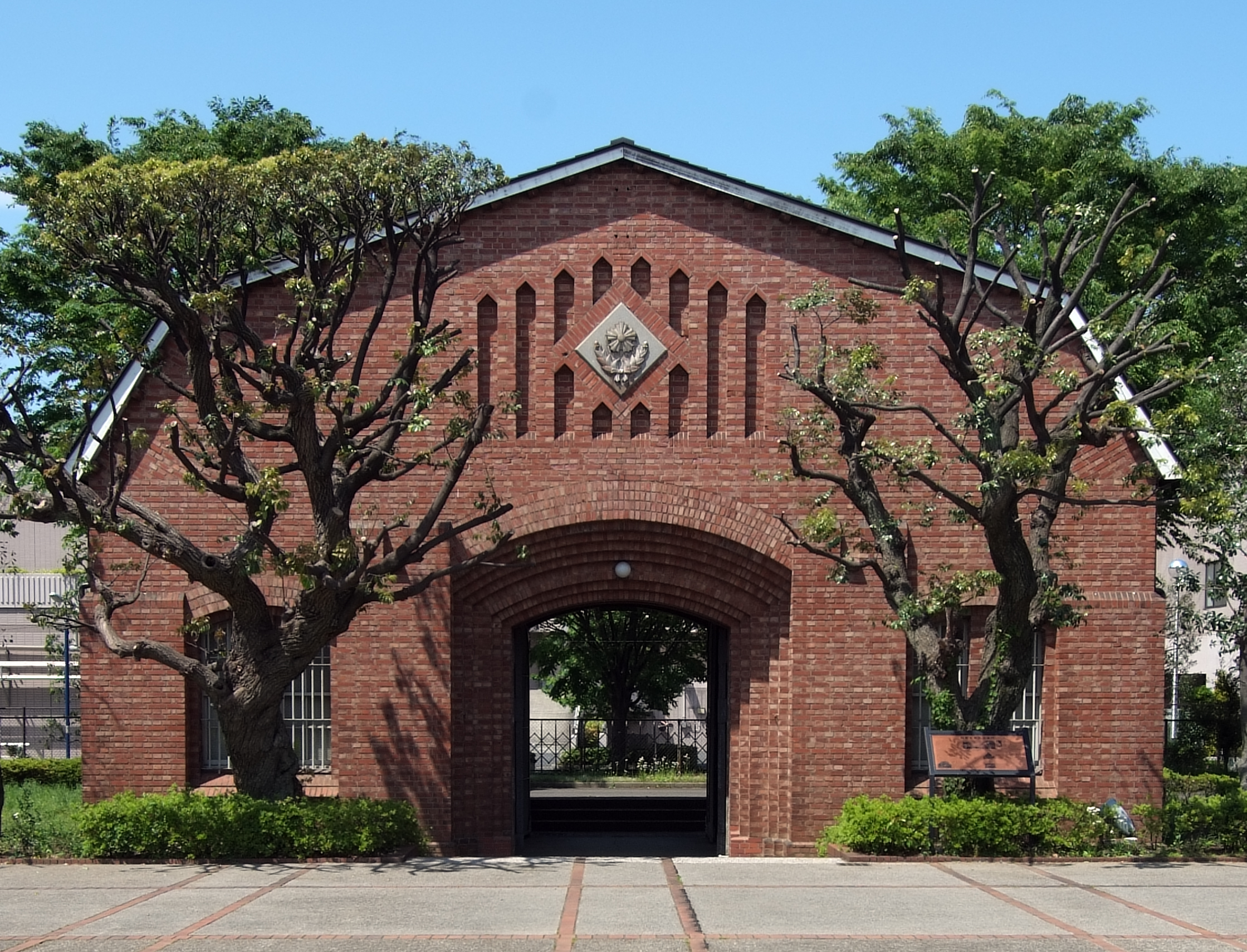
旧豊多摩刑務所表門

豊多摩刑務所（とよたまけいむしょ）は、大正・昭和を通じて東京府豊多摩郡野方村（現：中野区新井3丁目）に存在した刑務所。豊多摩監獄や中野刑務所（なかのけいむしょ）と呼ばれた時代もある。

## 概要
特に1925年（大正14年）の治安維持法制定以後は思想犯が多数収監された。
1933年（昭和8年）9月時点では、278人の左翼運動者が収容されている。
1941年（昭和16年）には治安維持法が改正され、刑期終了後も非転向者の拘禁を可能とする予防拘禁制度が発足。豊多摩刑務所内には拘禁所が設けられ、刑期終了後に拘禁され続ける者もいた。
思想犯の全ては1945年（昭和20年）10月の連合国軍最高司令官総司令部の命令により釈放されている。当時、府中刑務所に拘禁されていた共産党員の志賀義雄は、豊多摩刑務所には「蝮」と呼ばれる監視部長がいたことを語っている。
1946年（昭和21年）3月22日、連合国軍最高司令官総司令部が接収し、連合国軍人軍属等の犯罪者の拘禁所となった。外塀の上には木製の回廊や見張所が作られるなど警戒態勢が強化される一方、各舎房にはスチームが備えられるなど待遇面は改善された。刑場も設けられ、接収が解除される前までに黒人22人、白人2人が絞首刑となった。
四万坪に及ぶ跡地は現在、平和の森公園および東京都下水道局中野水再生センターとなっている。研修所敷地内に監獄の表門が保存されており、2021年（令和3年）に旧豊多摩監獄表門として中野区有形文化財となった。

## 沿革
- 1910年（明治43年）3月 - 市ヶ谷監獄が手狭になったため起工（設計：後藤慶二）
- 1915年（大正4年）5月 - 竣工
- 1916年（大正5年） - 豊多摩監獄と改称
- 1921年（大正10年） - 豊多摩刑務所（英訳 Toyotama Prison）と改称
- 1923年（大正12年）9月 - 関東大震災により獄舎が倒壊
- 1931年（昭和6年） - 復旧工事完了
- 1941年（昭和16年）5月 - 拘禁所が設置。初代所長は東京控訴院検事であった中村義郎
- 1943年（昭和18年）11月 - 立川飛行機と契約して航空機の生産を始める[7]。
- 1945年（昭和20年）5月 - 東京大空襲により全焼、囚人は宮城刑務所へ送致
- 1946年（昭和21年）3月 - GHQが接収、アメリカ陸軍第8軍刑務所（U.S. Eighth Army Stockade）として使用。接収の間、埼玉県浦和市の前橋刑務所浦和刑務支所跡の刑務所に「豊多摩刑務所」の名が冠されていた
- 1956年（昭和31年）9月25日 - 連合国軍の刑務所として閉鎖。接収が解除されて日本側に返還される[8]。
- 1957年（昭和32年）7月1日 - 中野刑務所（英訳 Nakano Prison）と改称。同時に、埼玉県浦和市の豊多摩刑務所は浦和刑務所と改称
- 1961年（昭和36年）1月21日 - 刑務官が撲殺され2人の受刑者が脱獄。刑務所敷地内にある共済組合学生寮の営繕工事に出役していた最中であった[9]。翌22日、2人とも逮捕された[10]。
- 1983年（昭和58年）3月 - 閉鎖

## 著名な収監者
- 大杉栄 : 1919(大正8)年12月 - 1920(大正9)年3月[11]
- 荒畑寒村 : 1926(大正15)年3月 - 同年5月[11]
- 亀井勝一郎 : 1928(昭和3)年4月 - 1930(昭和5)年春[11]
- 中野重治 : 1930(昭和5)年5月 - 同年12月、1932(昭和7)年5月 - 1934(昭和9)年5月[11]
- 三木清 : 1930(昭和5)年7月 - 同年11月、1945(昭和20)年6月 - 同年9月獄死[11]
- 壺井繁治 : 1930(昭和5)年8月 - 1931(昭和6)年4月、1932(昭和7)年6月 - 1934(昭和9)年5月[11]
- 小林多喜二 : 1930(昭和5)年8月 - 1931(昭和6)年1月[11]
- 李奉昌： 1932(昭和7)年1月(?) - 同年10月10日早朝、死刑執行施設のある市谷刑務所に移され、同日9時、死刑執行[12]
- 埴谷雄高 : 1932(昭和7)年5月 - 1933(昭和8)年11月、1941(昭和16)年12月 - 同月末[11]
- 河上肇 : 1933(昭和8)年1月 - 同年6、7月移送[11][13]
- 大塚金之助 : 1933(昭和8)年2月 - 同年11月[13]
- 大川周明 : 1936(昭和11)年6月 - 1937(昭和12)年10月[14]
- 小原十三司 : 1944(昭和19)年 - 1945(昭和20)年8月、終戦により釈放[15]
- 藤本敏夫 : 1972(昭和47)年4月 - 同年7月移送[11]
- 戸田城聖

## 正門
唯一現存する正門は司法省技師の後藤慶二による設計で1915年（大正4年）に完成した。後藤は辰野金吾に師事した技師だったが1919年（大正8年）に亡くなったため、現存する唯一の後藤作品となっている。正門は高さ約9 m、幅約13 m、奥行き約7 mで、日本独自の覆輪目地 
が用いられている。
2020年（令和2年）10月、中野区は跡地の購入費を盛り込んだ補正予算案を同年11月開会予定の区議会定例会に提出する事・跡地に残る大正時代の希少なれんが造りの正門の保存方法も含め議論を進めていると伝えられた。
2021年（令和3年）6月4日、中野区有形文化財に指定された。
現地に中野区立平和の森小学校が移転するため、2025年（令和7年）7月から8月にかけて曳家工事で112.8メートル西側に移すことになった。